# Nouveau roman
Der Begriff Nouveau Roman (französisch für neuer Roman) bezeichnet eine Richtung der französischen Literatur, die um die Mitte der 1950er Jahre – kurz vor der Nouvelle Vague des französischen Kinos – entstanden ist.

## Anfänge
Gegen Mitte der 1950er Jahre begannen in Frankreich einige Romane aufzufallen, die befremdlich erschienen. Für die Mehrzahl der Zeitungskritiker und des Publikums handelte es sich um Bücher, „die der Verlag Éditions de Minuit herausbrachte und die entschlossen waren, mit der westeuropäischen Romantradition reinen Tisch zu machen durch Abschaffung des Romanhelden und seiner Psychologie, durch Zerbröselung der Handlung, durch äußerst ungereimte Konstruktionen und endlose zwanghafte Beschreibungen vollkommen uninteressanter Objekte.“ Unter verschiedenen Sammelbezeichnungen für diese eigenartigen Werke setzte sich der Name Nouveau Roman durch, den Émile Henriot in einer Buchbesprechung in Le Monde verwandt hatte.

## Autoren
Die Autoren reagierten, indem sie „gemeinsame Punkte“ anerkannten, „eine Übereinstimmung darin, bestimmte Konventionen zu verwerfen, die den traditionellen Roman beherrschen“ (Claude Simon), und indem einige von ihnen (Nathalie Sarraute, Michel Butor, Alain Robbe-Grillet) in Aufsätzen, Interviews und öffentlichen Diskussionen ihre literarischen Ansichten darlegten.
Um die Etablierung einer „Gruppe“ oder „Schule“ ging es dabei nicht. Im Unterschied zu den Surrealisten der 1920er Jahre oder der in den 1960er Jahren entstehenden Gruppe Tel Quel fehlten Gemeinschaftsbekundungen in Gestalt von Manifesten, Programmen, einer eigenen Zeitschrift. Vielmehr wurden einzelne Schriftsteller von „außen“ her (durch die Literaturkritik, die in ihren Werken Gemeinsamkeiten entdeckte) miteinander in Verbindung gebracht und setzten sich dann ihrerseits mit dem entstandenen Gruppenbild auseinander.

## Umrisse einer Literaturkonzeption
In ihren Essays suchten Nathalie Sarraute, Michel Butor und am radikalsten Alain Robbe-Grillet die Notwendigkeit einer Erneuerung der Romangattung zu begründen. Sie wandten sich gegen den „traditionellen“ Roman schlechthin, auch „Roman des 19. Jahrhunderts“ oder „Balzacroman“ genannt. Dabei galt die Kritik freilich nicht Balzac, sondern dem nach Mustern der großen realistischen Romane des 19. Jahrhunderts gearbeiteten „Roman mit leichtem Erfolg“ (Butor), in dem einstmals kühne Eroberungen romanesken Erzählens zu Rezepten und Klischees geworden waren. Dabei sahen sich die nouveaux romanciers ihrerseits in einer Tradition: „Flaubert, Dostojewski, Proust, Kafka, Joyce, Faulkner, Beckett. Weit davon entfernt, mit der Vergangenheit aufzuräumen, sind wir uns über unsere Vorgänger am leichtesten einig geworden; und unser Ehrgeiz besteht einzig darin, ihr Vorhaben fortzuführen. Wir wollen es nicht besser machen, das wäre sinnlos, sondern wir wollen ihre Nachfolge antreten, jetzt, in unserer Zeit.“ (Robbe-Grillet).
Traditionelle Erzählformen sollten nicht deshalb verändert werden, weil sie alt waren, sondern weil sie die Leistungsfähigkeit eingebüßt hatten, veränderte Realitäten in den Blick zu bringen. Eine scharf empfundene Diskrepanz zwischen eigenem Erleben und der auf herkömmliche Weise dargestellten Welt begründete das Projekt, den Roman zu einer „kritischen Untersuchung der Wirklichkeitskenntnis“ zu machen (Butor). Die kritische Rückbesinnung auf die Beteiligung des Romans an der Herstellung von Wirklichkeitsbildern, die das gesellschaftliche Denken und Handeln beeinflussen, führte den Nouveau Roman zunehmend zur Selbstreflexion. Die Konkurrenz anderer Disziplinen und Medien (Soziologie, Psychologie, Journalismus, Film und Fernsehen) im Berichten über die wirkliche Welt und das Leben der Menschen empfanden die nouveaux romanciers als produktiven Druck auf den Roman, sich von seiner angestammten Aufgabe, Geschichten zu erzählen und Figuren zu gestalten, zu befreien (Sarraute) und den Hauptvorzug der Schrift zur Geltung zu bringen: dem Wort Dauer zu verleihen (Butor). Diese Auffassung führte dazu, dass der Nouveau Roman in Anlehnung an Jean Paul Sartre auch als Antiroman bezeichnet wird.
Nicht das, was der Roman darstellte, sondern wie er es tat, wurde zu seinem eigentlichen Sujet. In der écriture, der Gestaltungsweise, lag für die nouveaux romanciers die wesentliche Aussage, die ein Schriftsteller über die Welt machen kann.

## Reaktionen der Literaturkritik
Der Nouveau Roman wurde zu einem Ereignis, das auch international eine Flut von kritischen Betrachtungen auslöste. In Frankreich selbst entbrannte ein Literaturstreit, wie es ihn seitdem nicht mehr gegeben hat: die letzte große Auseinandersetzung um den Roman als privilegiertes Verständigungsmittel der bürgerlichen Gesellschaft.
Von Literaturtheoretikern wie Roland Barthes als avancierte Spielart der écriture moderne reflektiert und als Revolution der Romangattung begrüßt, galt der Nouveau Roman für konservative Kritiker als Bedrohung einer ganzen Kultur: In den Roman habe „der abendländische Mensch sein Schicksal“ eingebettet. Mochte das Gros der zeitgenössischen französischen Romanliteratur seicht, mochten die Zweifel an der Erzählbarkeit einer durch Kriege und Konzentrationslager veränderten Welt noch so berechtigt sein – die Krise des Romans hätte der Rosskur durch die nouveaux romanciers nicht bedurft. Deren „Geduldsspielen“ gab man eine Lebenserwartung von vier bis fünf Jahren.
Es waren gerade die kulturellen Implikationen des Streites um den Nouveau Roman, die seinen gesellschaftlichen Widerhall verstärkten, die Bannflüche der einen Partei („Ihre Romane, Robbe-Grillet, haben stets nur auf dem Papier existiert. Ihre Personen haben niemals gelebt … verbrennen Sie Ihre Bücher“) und das selbstbewusste Ketzertum der anderen hervortrieben.

## Nouveau Nouveau Roman
Das internationale Colloquium „Nouveau Roman: hier, aujourd'hui“ (Neuer Roman: gestern, heute) 1971 stellte den ersten Versuch dar, den seinerzeit von der Literaturkritik aus der Taufe gehobenen „Nouveau Roman“ als ein tatsächlich kollektives Phänomen zu sehen. Eine Zugehörigkeitserklärung „von innen“ lieferte zunächst schon die Teilnahme derjenigen Romanautoren, die der Einladung gefolgt waren: Michel Butor, Claude Ollier, Robert Pinget, Jean Ricardou, Alain Robbe-Grillet, Nathalie Sarraute, Claude Simon. Die Teilnahme abgelehnt hatten Samuel Beckett und Marguerite Duras. Gemeinsam war das Bewusstsein von einer Weiterentwicklung. Während der Nouveau Roman der ersten Phase großenteils einem phänomenologischen Realismus verpflichtet war, präsentierte sich der sogenannte Nouveau Nouveau Roman (ab Mitte der 1960er Jahre) als „Konstruktionsspiel“, hieß es in der Kolloquiums-Bilanz. „An die Stelle der abbildenden Darstellung [représentation] einer vorgegebenen (wirklichen) Welt tritt … die Darbietung [présentation] einer fiktiven Welt, an die Stelle des Ausdrucks von Individualität (eines originären, persönlichen Ichs) tritt die durch Regeln geleitete Konstruktion eines Textes, und an die Stelle einer Botschaft tritt die Aufforderung, mit dem Sinn zu spielen.“ Diese Charakterisierung orientierte sich an Thesen des Schriftstellers Jean Ricardou, der, aus der Gruppe Tel Quel kommend, zum tonangebenden Theoretiker des Nouveau Roman wurde. Seine Autorität und Ausstrahlungskraft hing zusammen mit dem erfolgreichen Versuch, in den nouveaux romans objektive Gemeinsamkeiten auf der Ebene der Verfahren aufzudecken, eine bestimmte Verwandtschaft in „Strategie und Technik“.
Für die „Strategie“ prägte Ricardou die seitdem vielzitierte Formulierung: Traditionell sei, was darauf hinausläuft, aus dem Roman „den Bericht eines Abenteuers“ („le récit d'une aventure“) zu machen, modern hingegen, was aus dem Roman „das Abenteuer des Berichtens“ („l'aventure du récit“) macht. „Den modernen Text lesen heißt, nicht einer Illusion von Wirklichkeit anheimzufallen, sondern der Wirklichkeit des Textes Aufmerksamkeit zu schenken“, den „Prinzipien seiner Erzeugung und seiner Organisation“. Ricardous strukturalistisch geprägte Art, die nouveaux romans zu lesen, seine analytische „Durchleuchtung“ der „geheimen Ordnung textueller Arbeit“ inspirierte nicht nur Literaturwissenschaftler und -kritiker. Sie war auch erhellend für Autoren, die – wie Robbe-Grillet und Claude Simon – Ricardous theoretische Arbeiten hoch schätzten, seine Textbefunde für die eigene Praxis nutzten. Als jedoch die deskriptiven, scharfsinnigen Erhebungen von Texteigenschaften ihren präskriptiven, doktrinären Zug offenbarten, als Ricardou den Nouveau Roman zur (von ihm definierten) kollektiven Ordnung zu verfestigten suchte, kam es zum Bruch. Als im Herbst 1982 in New York erneut ein Kolloquium über den Nouveau Roman stattfand, machten Nathalie Sarraute und Claude Simon ihre Teilnahme von der Nichtanwesenheit Ricardous abhängig.
Im Oktober 1985 erhielt Claude Simon den Nobelpreis für Literatur. In einem Interview des schwedischen Fernsehens gefragt, was ihm an diesem Preis nun wichtiger sei, das Geld oder die Ehre, sagte er: „Am wichtigsten ist, dass die Akademie jemanden aus der Generation des Nouveau Roman ausgewählt hat. Das ist eine Anerkennung.“